# Быково (посёлок городского типа, Раменский район)
Быко́во — посёлок городского типа в Раменском городском округе Московской области.
Население — 8895 чел. (2024). В летний период население посёлка многократно увеличивается за счёт дачников.
Расположен в 34 км к юго-востоку от Москвы, одноимённая железнодорожная станция Московской железной дороги (от Казанского вокзала). К аэропорту в пределах посёлка подходит автодорога А102 Москва — Жуковский — подъезд к аэропорту «Быково» (18 км от Московской кольцевой автомобильной дороги).

## История

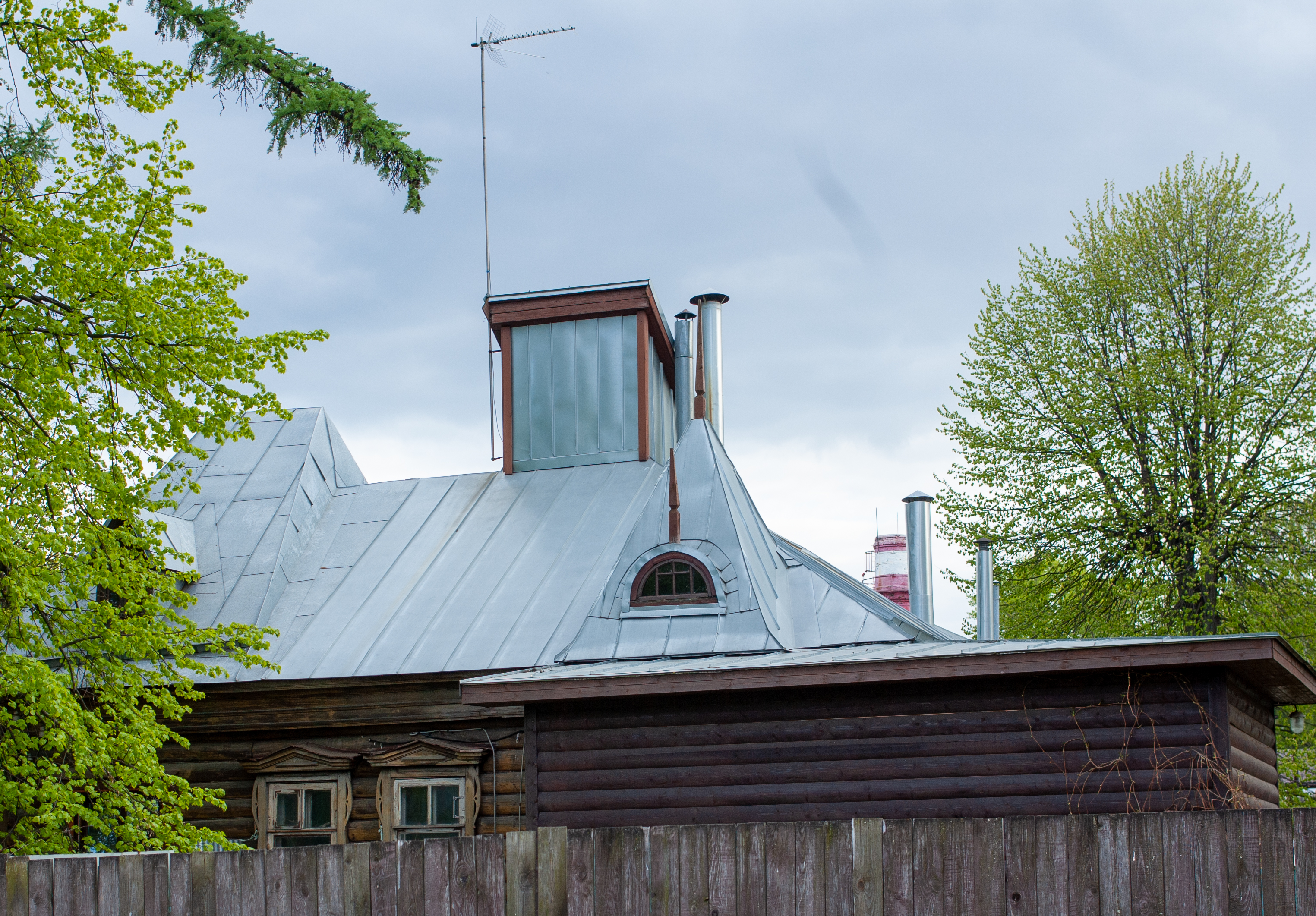
Дореволюционная дача в Быково к югу от станции

Образование посёлка связано со строительством в 1861—1862 годах железной дороги между Москвой и Коломной Обществом Московско-Рязанской железной дороги. Название соответствует одноимённому селу, расположенному в 1,5 км к югу.
В 1962 году посёлок Быково преобразован из дачного посёлка в рабочий.
В 2025 году рабочий посёлок преобразован в посёлок городского типа.

## Население
| 1926    | 1939    | 1959    | 1970    | 1979    | 1989    | 2002    |
| ------- | ------- | ------- | ------- | ------- | ------- | ------- |
| 3450    | ↗7863   | ↗14 017 | ↘12 549 | ↘11 288 | ↘10 395 | ↘9235   |
| 2009    | 2010    | 2012    | 2013    | 2014    | 2015    | 2016    |
| ↗9260   | ↗10 391 | ↗10 658 | ↗10 748 | ↗10 771 | ↗10 834 | ↗10 927 |
| 2017    | 2018    | 2019    | 2020    | 2021    | 2023    | 2024    |
| ↘10 829 | ↗10 843 | ↗10 848 | ↗11 055 | ↘8594   | ↗8793   | ↗8895   |

## Экономика
Промышленность представлена предприятиями пищевой промышленности, машиностроения (приборостроения). В 2010-е годы в посёлке Быково на территории бывшего аэропорта «Быково» возникли крупные складские (логистические) комплексы.

### Связь
В посёлке услуги связи представляют:
- ООО «Транком» — оптоволоконные линии связи
- ООО «Интелск» — оптоволоконные линии связи
- ООО «АВК-ВЕЛЛКОМ» — оптоволоконные линии связи
- ООО «Iform» — телефонные медные линии связи
- ООО «Ростелеком» — оптоволоконные линии связи

## Торговля
В Быкове имеется торговый центр с одноимённым названием, а также имеются магазины сетей «Дикси», «Магнит», «Пятёрочка». Все основные торговые точки расположены вблизи железнодорожной станции «Быково».

## Образование
Сферу среднего общего образования в посёлке представляют две средние общеобразовательные школы (№ 14 и № 15), санаторно-лесная школа, а также четыре отделения дошкольного образования(№ 84, № 11, № 24 и 25). Дополнительное образование представляет Муниципальное учреждение дополнительного образования Детская школа искусств п. Быково (работает с 1959 года).

## Медицина и здравоохранение
Работают поликлиника, станция скорой медицинской помощи, ряд гостиниц и санаториев, и один из крупнейших — санаторий «Сосны».

## Культура
Основными вопросами в сфере развития культуры и туризма посёлка Быково, которые решает МУК ДК «Быково», являются создание условий для организации досуга жителям посёлка Быково, организация и осуществление мероприятий по работе с детьми, молодёжью и людей преклонного возраста в посёлке Быково, сохранение, использование и популяризация объектов культуры посёлка Быково.
Целью работы МУК ДК «Быково» является создание условий для гармоничного развития и повышения качества социально-культурной деятельности на основе сохранения единого культурного пространства в посёлке Быково.

## Религия
В 2003 году бывший кинотеатр «Полёт» открытый в 1963 году преобразован в Дом Культуры «Полёт». С этого времени в Доме культуры идёт непрерывная концертная и досуговая деятельность для населения посёлка Быково. С 2000 года фойе Дома культуры занимает на правах аренды храм «Воскресения Христова».

## Достопримечательности

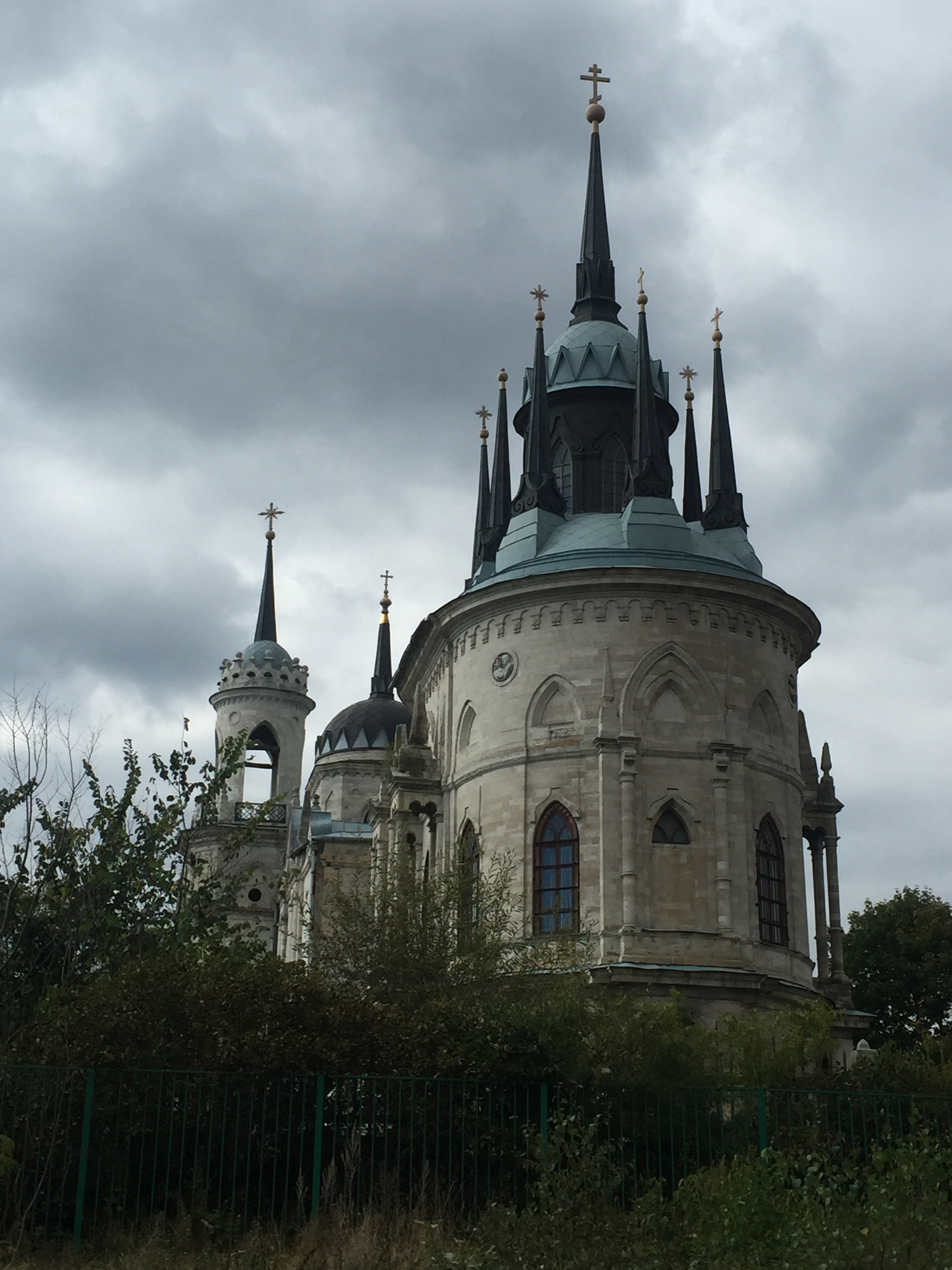
Храм Владимирской Иконы Божией Матери в Быково

В городском поселении Быково находится объект культурного наследия: здание института благородных девиц 1898 года постройки. Здание находится на территории ГБОУ г. Москвы Центр реабилитации и образования № 4. Здание института благородных девиц поставлено на государственную охрану Постановлением Правительства Московской области от 15.03.2002 № 84/9 и является объектом культурного наследия. Капитальное строительство в защитной зоне объекта культурного наследия (200 м от здания Института благородных девиц) c 2016 года запрещено согласно ст 34.1 ФЗ № 73 «Об объектах культурного наследия».
Также в посёлке имеется памятник погибшим в годы Великой Отечественной войны жителям Быкова.